# Острів Замок
О́стрів За́мок — ботанічна пам'ятка природи місцевого значення в Україні. Розташована в межах   Дубенського району Рівненської області, на території Козинської громади (Рівненська область), між селами Козин і Зарічне. 

## Опис
Площа 4 га. Заснована рішенням Рівненського облвиконкому № 998 від 18.06.1991 року (за іншими відомостями датою заснування є 1995 рік). Перебуває у віданні Козинської сільської громади. 
Статус надано для збереження рідкісних видів дерев та рослин. Пам'ятка природи розташована у заплаві річки Пляшівка, на території острова, який є місцем відпочинку мешканців села Козина. Неподалік острова є став. Острів відомий тим, що у свій час тут був збудований замок панів Козинських, від якого й походить його назва. У 1960-х роках на острові заклали парк. З деревних насаджень у ньому переважають тополі, трапляються берези, ялини, верби (Див. також Парк «Зарічненський»).

## Галерея

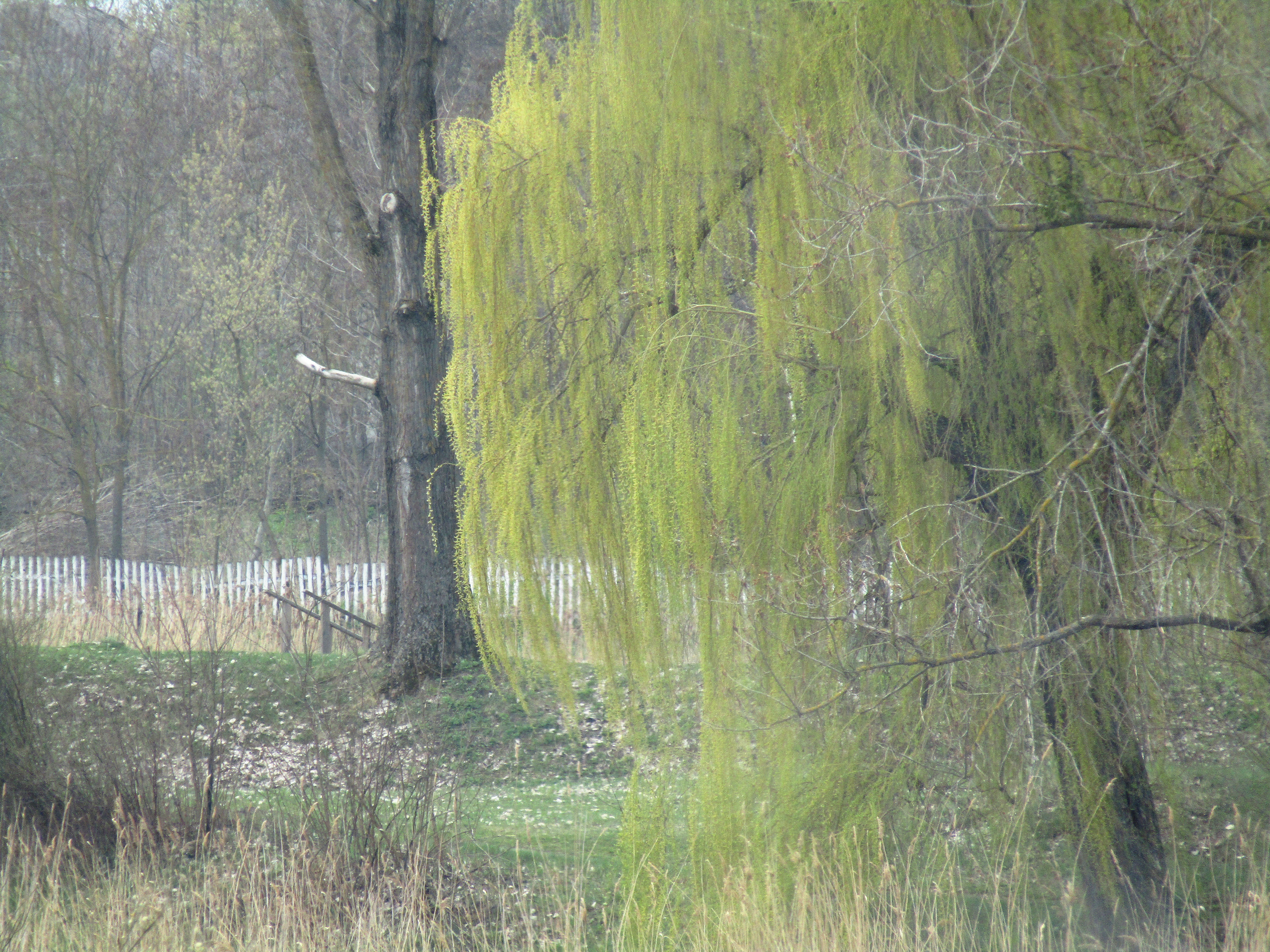
Весна на узбіччі острову
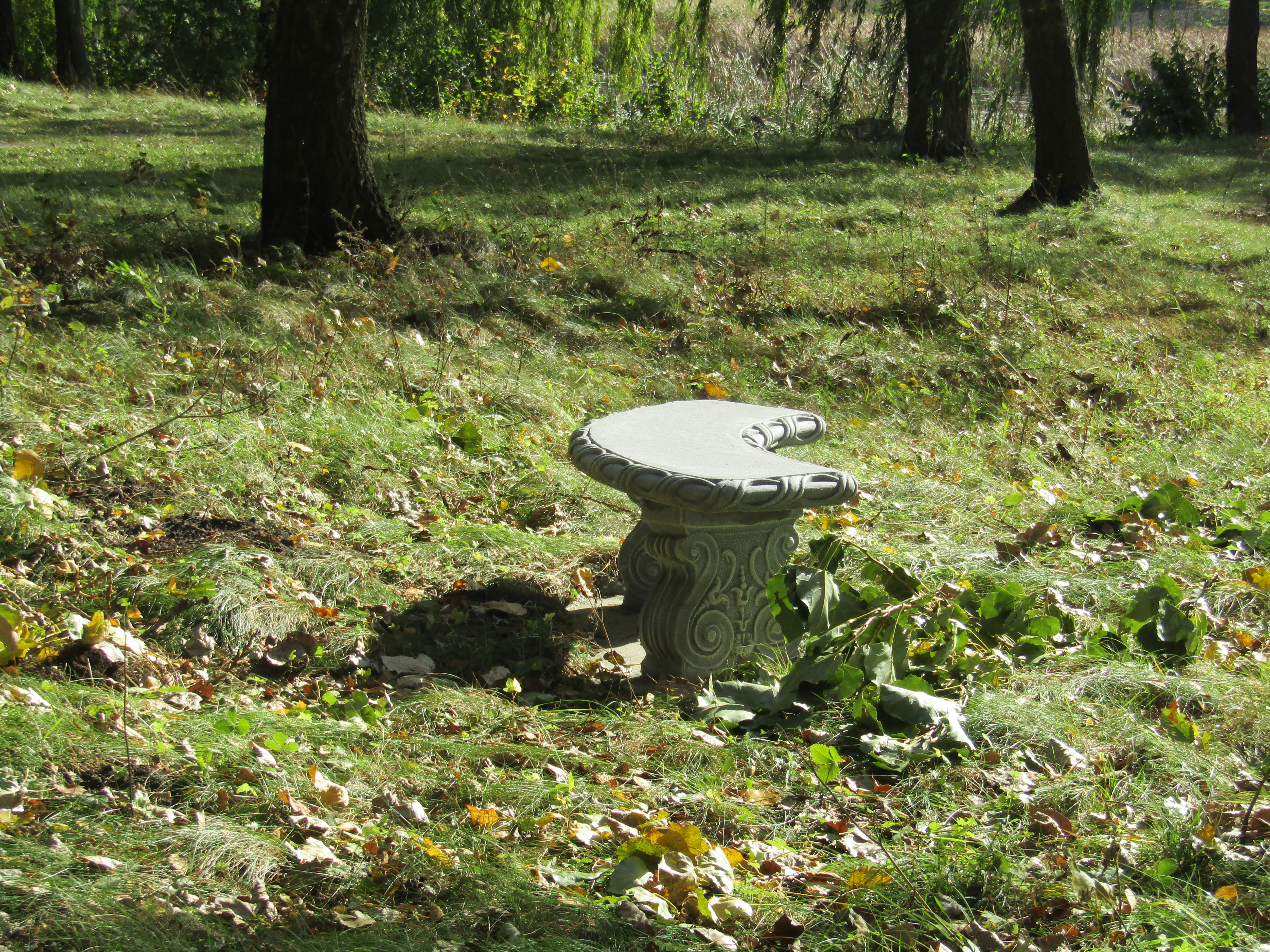
Лавочка на острові
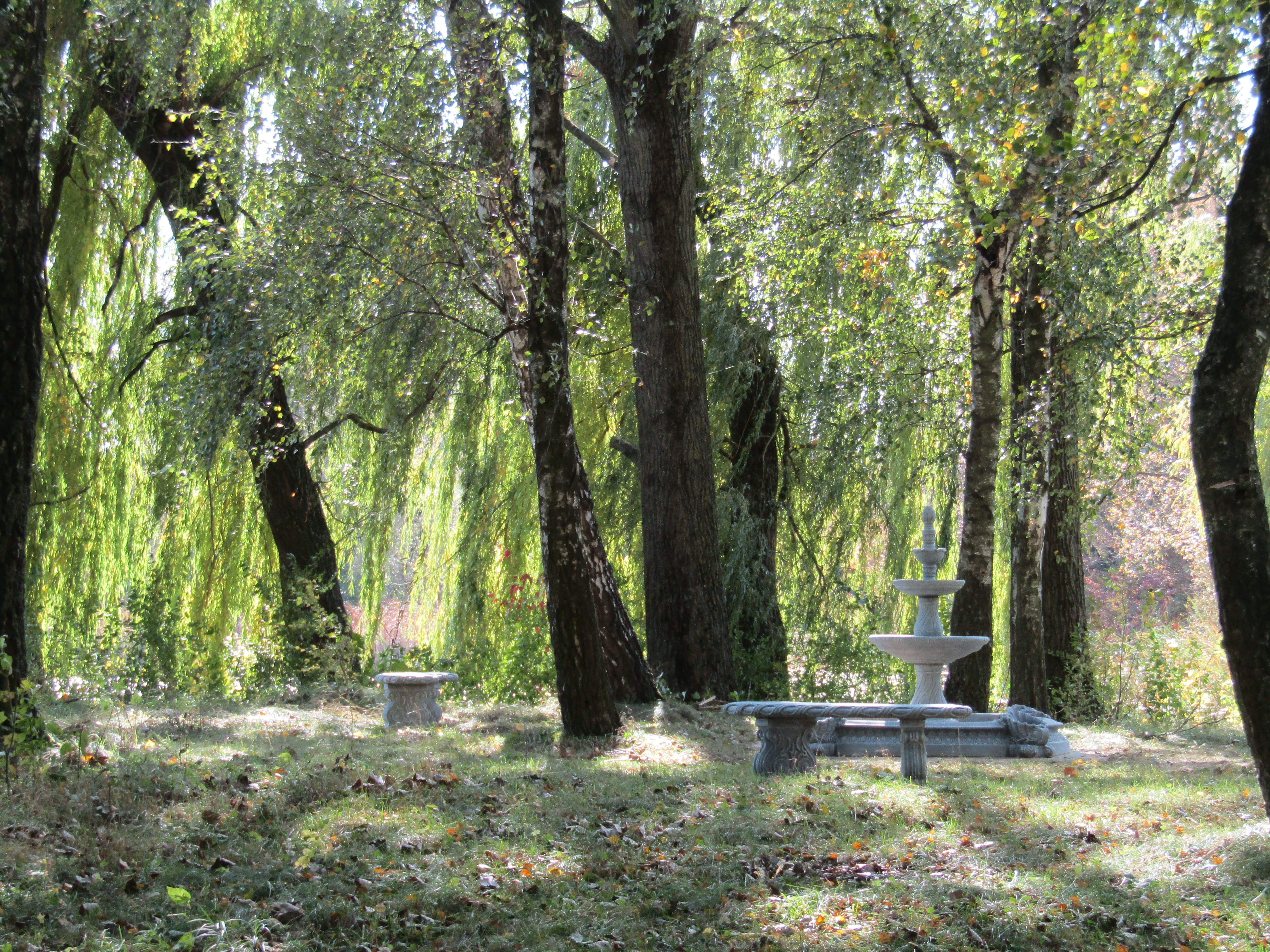
Вид на квітковий фонтан